# 12:00
12:00（ミッドナイト）は、12人組女性アイドルグループ・今月の少女の3枚目のミニアルバム。2020年10月19日にBlockberry Creativeから発売され、Kakao Mからリリース。タイトルを括弧で囲む場合と囲まない場合があり、表記に揺らぎがある。

## 概要と背景
「With all LOOΠΔs around the world」（世界のすべての今月の少女とともに）というスローガンの様に、世の中のすべての今月の少女たちはいつも一緒に居て、いずれも同等であり、自由を得る価値のある存在だというメッセージを、今月の少女たちの声で伝えている。
新月を迎えて新しい月がまた昇る事を見通し、月が消える前に一番明るく光を放つ12:00に誰一人も抑圧を受けない月光の饗宴の中でフェスティバルを開催するといった意味も込められている。
事務所の関係者はこのアルバムについて「ミッドナイト (12:00) は、歴代級のクオリティの為に長い期間準備してきたアルバムだ。今までのアルバムを通して誕生した‘記録の少女’という修飾語を越えて‘完成形の少女’として上がっていくまた違うきっかけになるアルバムなので沢山期待してください」と語った。
ミニ・アルバムのリリースは前作の「＃」から約8ヶ月ぶりであり、引き続きイ・スマンがプロデュースを担当している。また、ハスルは健康状態と本人の意思を尊重した上で引き続き活動を休止し、11人体制で再び活動を行った。

## プロモーション

### カムバック日程の決定〜後続曲の活動が終了するまでの略歴
2020年9月17日、12:00の予告映像を公開。ソウルの時間を基準にした時計が午後11時59分を指しており、アメリカ、パリ、バンコク、アイスランドなど世界各国を背景にした映像の時間も同じく流れている様子が映し出されている。翌日にはコンセプトポスターが公開された。
9月21日から順に個々と団体のコンセプトフォトがBバージョン→Dバージョン→Cバージョン→Aバージョンの順に公開された。25日には全8曲のトラックリストが公開され、10月12日にはアルバムの予約販売が開始された。
10月15日、表題曲のミュージックビデオのティザーが公開。19日午後には発売記念メディアショーケースが行われ、午後6時にミュージックビデオが公開された。翌日にはデビュー後初のオンラインコンサート「LOOΠΔ On Wave [LOOΠΔTHEWORLD : Midnight Festival」が開催され、収録曲三曲（Why Not?, Voice, Fall Again）を初めてファンにパフォーマンスをした。
10月21日、今月の少女がOrbit（ファン）宛に12個の星をプレゼントすると発表。21日から11月18日まで「ORBIT IN LOONA」のスペルから成り立った12個の星を順次公開していった。
11月17日、18日、後続曲となる「Star」のコンセプトフォト2種とティザーが公開。18日、アルバムのタイトルでもある12時にミュージック・ビデオが公開。
12月30日、ティザー「New Moon」が公開。地球を眺めながら宇宙を飛んでいるゴウォンの姿から始まり、様々な解釈を生み出す重要なシーンの数々が映像に込められている。最後のシーンは12:00までに使われていた円形のロゴが消え、今後の世界観に変化があることを予告した。

### アルバム構成
Aバージョン、Bバージョン、Cバージョン、Dバージョンの4つのバージョンから構成され、共通して以下の様な仕様になっている。
- アルバムカバー 
  - バージョン別
  - 158x218x14mm
- 92Pフォトブック
  - バージョン別
  - 150x210x8mm
- 12cmCD
  - バージョン別
- フォトカード3枚
  - 33種のうちランダム3種
  - バージョン別
  - 55x85mm
- ステッカー
  - バージョン別
  - 100x150mm
- ミッドナイト・フェスティバルチケット
  - バージョン別
  - 65x120mm

## アルバムビジュアル
本アルバムは、「Midnight Festival」というキーワードを基盤とした4つの多様なバージョンで構成され、世界でも有名で多彩なフェスティバル・ルックを今月の少女だけのセンスで再解釈している。
アルバムのヘアスタイルは、ヒジンは明るいヘアトーンとインナーカラー、ヒョンジンは黒髪、ヨジンはデビュー後初となるショートカット、ビビはビビッドなオレンジのヘアカラー、キムリップはソロシングルの発売から完全体デビュー前までキープしていたブロンドヘアー、ジンソルは黒髪と大胆なウェーブヘア、チェリは少し明るめの茶色、イヴは前作に引き続き、クールなボブヘア、チュウは華やかなツートンヘア、ゴウォンは印象的なエメラルドグリーン、オリビアヘは黒髪が特徴的である。
Aバージョンは、それぞれの個性を生かしたブラックドレスとヘアスタイルを通じて「ミッドナイト・フェスティバル」の多彩で神秘的な雰囲気を表現し、レッドカーペットと宇宙を連想させる背景に、エレガントな魅力を加えたコンセプトである。
Bバージョンは、団体写真では華やかなヤシの木、照明の下で余裕のある表情でポーズをとっており、個人の衣装では、それぞれの個性を活かした統一性のあるパターンのファッションで完成されたフェスティバルな衣装が特徴である。
Cバージョンは、各自の個性があらわれているスタイリングで視線を奪い、フェスティバルを代表する華やかな小物の数々と風船、シャボン玉を活用して、今月の少女のミッドナイト・フェスティバルの雰囲気を演出している。
Dバージョンは、統一された白いジャンプスーツで、まるで1つになったような雰囲気を漂わせ、誰かを見つめる眼差しや表情で不思議な魅力、アーティスティックな雰囲気を表している。

## 収録曲
1. 12:00
作曲、編曲：Coach & Sendo
2. Why Not?
作詞：ファン・ユビン
作曲：Will Simms, Sondre Nystrom, Julia Finnseter, Ellen Berg
編曲：Will Simms, Coach & Sendo
3. 목소리 (Voice)
作詞：JQ, ヘス (makeumine works)
作曲、編曲：Jesse Saint John, Georgia Ku, Trackside
4. 기억해 (Fall again)
作詞：キム・ヨンソ
作曲：JINBYJIN, キム・ヨンソ
編曲：JINBYJIN
5. Universe
作詞：チョ・ユンギョン
作曲：Daniel Durn, Katrine Neya Kilth Joerfensen, Peter Wallevik
6. 숨바꼭질 (Hide & Seek)
作詞：ムン・ヘミン
作曲：Paulos Solbo, Fredrik Raadal-Simonsen, Matilda Frommegârd
編曲：ROSII
7. OOPS!
作詞：キム・ヨンソ
作曲：Phat Fabe, Harry Sommerdahi, キム・ヨンソ, Matilda Frommegârd
編曲：Bangers & Ca$h
8. Star (목소리 English Ver.)
作詞作曲編曲：Jesse Saint John, Georgia Ku, Trackside

## 楽曲の解説
12:00
イントロ。新しい空間で約束された時間、軌道に進入した私たちのストーリーが込められている。
Why Not?
목소리 (Voice)
リピートされる低音のビートが中毒性を生み出し、エナジーが溢れるレトロ風の楽曲で、恋に落ちた感情を楽しみ、手の施しようがないときめきの中で一緒に冒険をしようという意味が込められている。
기억해 (Fall again)
秋(Fall)が巡ってくる度にあなたへまた溺れていく (Fall) というストーリーを込めたPop R&Bソングで、今月の少女の感受性溢れるボーカルとリズム感ある楽器が調和して、秋の季節感を豊盛に感じさせる楽曲である。
Universe
夢幻的なアップテンポエレクトロニックポップバラードで、愛、魅力、誘惑を込めたビートの上に温かい感情をプラスしてくれるピアノメロディーと柔らかいポップボーカルが特徴的である。
숨바꼭질 (Hide & Seek)
クールで明るいポップスティックなアップテンポダンス曲で、隠せない自身の心をクールに曝け出す まるでかくれんぼの様な掴めそうで掴めない相手に自信溢れる姿を表現している。
OOPS!
クールでギャップのあるフィーリングと、ラテンアンダートーンが特徴的なマルチグルーヴポップの楽曲である。これ以上他人の視線を気にしないまま、自信を愛して自由に生きるというメッセージが込められている。
Star (목소리 English Ver.)
Voiceの英語バージョン。後続曲で、完全体の今月の少女のカップリング曲の中で唯一ミュージックビデオが存在している楽曲である。またこの楽曲は、米フォーブス（Forbes）誌でも絶賛されて話題になった他、米有名ラジオチャンネル「102.7 KIIS FM」を含む多数のメディアで放送された。

## 表題曲
原題はFudgey。自由で個性溢れる自我を追求するストーリーが盛り込まれたD長調式のアップテンポなエレクトロポップ曲で、ミッドナイト・フェスティバルを連想させるファンキーでハツラツとしたベースラインが印象的である。カリスマ性溢れるイントロで始まった楽曲が、サビでは熱狂的なメジャー風に変化し、リスナーを惹き付けている。
「また真っ暗になった夜 真四角な私の部屋」「私を照らす月光が 私に巻きつくこの感じ」「月明かりで祭りが開かれた夜 うっとりしてきたこの瞬間 胸がいっぱいになるほど眩しいのに」などの歌詞で構成された、今月の少女が描くミッドナイト・フェスティバルを表現している。サビでは「Di Da Dam Di Dam Di Dam」とリピートされる区間が特徴的である。
本楽曲は龍山市にあるブルースクエアアイマーケットホールにて行われた発売記念ショーケースにて記者向けに先行パフォーマンスされた。音楽番組では6回この楽曲が披露された。

## ミュージック・ビデオ

### Why Not?
今月の少女のメンバーの世界観と現実の状況を反映させ、ダウンしてしまった状況の中でも互いに引き寄せ合い、繋がっていて一つであるという今回のアルバムのスローガンを盛り込んだ脈動的な映像美と、今月の少女だけの独特な世界観が組合さっている。
本ミュージック・ビデオはDigipediが監督をしており、公開から4日目でYouTubeでの再生回数が1000万回を突破した。2022年現在、1theKの公式YouTubeチャンネルで公開されているミュージック・ビデオの再生回数と合算すると4000万回以上再生されている。

### Star
ミッドナイト・フェスティバルと眠れる森の美女、宇宙からインスピレーションを得ており、夢から目覚めて、今月の少女だけの神秘的な空間で、目標と抱負を追う自身を発見したストーリーを表現し、夢幻的ながらも叙情的な雰囲気を完成させた。またミュージックビデオに登場する星はOrbitを表し、今月の少女が夢を追いながら、全世界の今月の少女たちとOrbitによって照らされていることを暗示し、独特な世界観の維持とファンへの愛情を込めている。
また、Starのミュージック・ビデオはCNN Philippinesがこの様に絶賛している。
| 「                                                       | この映像の中には、今月の少女の世界観を有機的に結合する映画と音楽の要素がたくさん含まれている。今月の少女の他の歌のように、音や動きなどは宇宙からインスピレーションを得たエネルギーに満ちており、最後のコーラスは完璧に調和した音色と驚くべきパフォーマンスでピークに達した。 | 」 |
| —CNN Philippines, Kstyleによる翻訳から一部改変して引用。 | |    |

## 評価
| 専門評論家によるレビュー | 専門評論家によるレビュー |
| レビュー・スコア         | レビュー・スコア         |
| 出典                     | 評価                     |
| ------------------------ | ------------------------ |
| All Music                | 4/5stars                 |
| All Kpop                 | 7.5/10stars              |

All Musicは星5つのうち4つと評価し、「巧みに作られたダイナミックなダンスポップ作品だ」と称賛をした。またAll KpopのLorraineYe氏は、「アルバムは全体的に聴きやすく、8ヶ月の長いブランクの価値がある」とコメントした。
「NPRのスタッフが選んだ2020年最高の音楽」にてスタッフの一人であるLaTesha Harris氏が本アルバムをチョイスした。

## チャート
2020年10月19日、アメリカのビルボードのメインチャート「ビルボード200」にデビュー後初の112位にランクイン。韓国の女性アーティストとしてはBoA、少女時代、2NE1、TWICE、BLACKPINKに続く6番目の快挙で、中小企業所属のガールズグループとしては初の快挙である。また、それだけではなくハートシーカー・アルバムチャートで1位、ワールドアルバムチャートで4位、トップアルバムセールズチャートで13位などの計8種類のチャートにランクインした。
イギリスのローリング・ストーンのトップ200アルバムチャートにて、10月16日-10月22日の週で182位、10月23日-10月29日の週で78位と、2週連続ランクインを果たした。
iTunesアルバムチャートではアメリカをはじめ、ベトナム、チリ、ニュージーランド、スウェーデンなどの計49ヶ国で1位を獲得。また、アルバムチャート・ワールドワイドでは3日間1位をキープし続けた。
本アルバムの収録曲である「Star」は、北米ラジオチャートのメディアベースTOP 50にKPOPガールズグループ史上最長記録である9週連続ランクイン、ビルボード・ポップエアプレイチャートでは、6週連続チャートインを果たした。また、アメリカの総合チャート「Hits Daily Double」の「most added」チャートでは6位にランクイン。
アルバムの販売数は2020年12月にデビュー以来初の10万を突破。